# ستودووه (استان اشوی‌داشکسیه)
ستودووه (به لهستانی: Stodoły) یک منطقهٔ مسکونی در لهستان است که در گمینا وویچیخوویتسه واقع شده‌است. ستودووه ۳۹۰ نفر جمعیت دارد.